# Wilfried N'Sondé
Wilfried N'Sondé, né le 28 décembre 1968 à Brazzaville en République du Congo, est un écrivain et chanteur français, lauréat du Prix Senghor et du Prix des 5 continents en 2007 pour son premier roman Le cœur des enfants Léopards ainsi que du Prix Ahmadou-Kourouma 2018, qui lui a été remis lors du salon du livre et de la presse de Genève pour son livre Un océan, deux mers, trois continents. Il a reçu 17 prix littéraires depuis le début de sa carrière.

## Biographie
Il arrive en France en 1973 où il passe son enfance en banlieue parisienne avant de devenir chanteur et compositeur à Berlin. Il y est éducateur de jeunes en difficulté.
Son premier roman Le Cœur des enfants léopards paraît en 2007 et reçoit deux prix littéraires, le Prix des cinq continents de la francophonie et le Prix Senghor de la création littéraire.
En 2010, il est l'un des dix écrivains français ayant participé au Transsibérien des écrivains « Blaise Cendrars ».
En 2016, il devient le sixième professeur invité à l'Université de Berne.
En 2018, il est lauréat avec son sixième roman, Un océan, deux mers, trois continents, du Prix Ahmadou-Kourouma, du prix des lecteurs L'express/BFMTV et reçoit également à La Réunion une mention spéciale du Grand prix du roman métis et du Prix du roman métis des lecteurs de la ville de Saint-Denis.  Pour ce roman, il reçoit en 2019 le Prix littéraire de l'Université Inter-äges du Dauphiné (UIAD). 
En 2019 et 2020, il est chargé de cours au Centre universitaire de Mayotte.

## Œuvres

### Littérature
- Le Silence des esprits, Arles, France, Éditions Actes Sud, coll. « Lettres africaines », 2010, 170 p. -  (ISBN 978-2-7427-8925-2).
- Fleur de béton, Arles, France, Éditions Actes Sud, 2012, 192 p. -  (ISBN 978-2-330-00589-4).
- Manifeste pour l'hospitalité des langues, sous la direction de Gilles Pellerin, avec la participation d'Henriette Walter, Wilfried N'Sondé, Boualem Sansal, Jean-Luc Raharimanana et Patrice Meyer-Bisch, Éditions la Passe du vent, L'instant même, janvier 2012, 130 p.  (ISBN 978-2-89502-318-0).
- Orage sur le Tanganyika, Didier, 2014, 75 p. -  (ISBN 978-2-278-07880-6).
- Berlinoise, Arles, France, Éditions Actes Sud, 2015, 176 p. -  (ISBN 978-2-330-03886-1)[6].
- Un océan, deux mers, trois continents, Arles, France, Éditions Actes Sud, 2018, 272 p. (Prix Ahmadou-Kourouma 2018[5], mention spéciale du Grand prix du roman métis et du Prix du roman métis des lecteurs de la ville de Saint-Denis 2018  (ISBN 978-2-330-09052-4)
- Prix littéraire de l'Université Inter-Ages du Dauphiné 2019
- Prix de l'Algue d'Or 2019, Saint-Briac-sur-Mer, France.
- Collectif, Méditerranée, amère frontière, 2019.
- Femme du ciel et des tempêtes, Éditions Actes Sud, 2021.
- avec Jean-Michel André, Borders, Éditions Actes Sud, 2021.
- Héliosphéra, fille des abysses, Arles, France, Actes Sud, coll. « Mondes sauvages », 2022, 160 p.  (ISBN 978-2-330-17063-9)
- La Reine aux yeux de lune, Éditions Robert Laffont, 2023, 240 p.  (ISBN 978-2221259696)

### Livre scolaire
- Septembre d'or, Stuttgart, Allemagne, Klett Ernst Verlag, 2011, 40 p. + 1CD  (ISBN 978-3-12-591849-8)

### Livre pour enfants
- Aigre doux, Actes Sud junior, 2019

### Adaptations théâtrales
- Le Cœur des enfants léopards, adaptation et mise en scène de Christian Leblicq, joué par Ansou Diedhou, Cie Hypothésarts, Namur, Bruxelles, 2010-2011[7],[8]
- Le Cœur des enfants léopards, composé et mis en scène par Dieudonné Niangouna, joué par Criss Niangouna, Le Tarmac, Paris, 2011[9],[10]